# Cylicomera fraterna
Cylicomera fraterna är en tvåvingeart som beskrevs av Lynch Arribalzaga 1881. Cylicomera fraterna ingår i släktet Cylicomera och familjen rovflugor. Inga underarter finns listade i Catalogue of Life.